# Metal Axe Records
Metal Axe Records war ein kurzlebiges deutsches Musiklabel mit Sitz in Bochum, das von Oliver Bartkowski gegründet wurde. Für den Vertrieb war ursprünglich das Unternehmen Point Music zuständig, dann übernahm cms constructive media service.

## Veröffentlichungen (Auswahl)
- Atanatos – Beast Awakening (2006)
- Dust & Bones – Liberator (2005)
- Leichenwetter – Klage (2007)
- Leichenwetter – Letzte Worte (2004)
- Mystic Prophecy – Savage Souls (2007)
- Runamok – Dance of the Dead (2005)
- Vendetta – Hate (2007)